# Oreade Music
L'Oreade Music è un'etichetta discografica olandese specializzata in musica new age. Viene considerata la più importante del genere in Europa.
L'Oreade Music ha pubblicato oltre 300 CD di decine di artisti oltre a varie raccolte tematiche come Sounds of the Earth o Authentic Mantras.

## Artisti che hanno pubblicato con l'etichetta
- Aeoliah
- Aykanna
- Danny Becker
- Erik Berglund
- Bhakti Music
- Brainscapes
- Pie Conijn
- Simon Cooper
- Surajit Das
- Dechen Shak Dagsay
- Enam
- Daniele Garella
- GioAri
- Medwyn Goodall
- Grollo and Capitanata
- Alberto Grollo
- Guna Sangah
- Hemi-Medi
- Hilary Jones
- Jonathan Jones
- Kamal
- Fridrik Karlsson
- Karunesh
- Daniel Kobialka
- Llewellyn
- Vlasta Marek
- Henry Marshall
- Chris Michell
- Midori
- Mirabai Ceiba
- Morpheo
- Mystic Rhythms Band
- Shaina Noil
- Parijat
- Philip Permutt
- Deva Premal
- Mike Rowland
- Joshua Samson
- Sangit Om
- Snatam Kaur
- David Sun
- Paul Vens
- Wychazel